# Embarcadero Joyeta
Embarcadero Joyeta är en ort i Mexiko.   Den ligger i kommunen Tumbalá och delstaten Chiapas, i den sydöstra delen av landet, 800 km öster om huvudstaden Mexico City. Embarcadero Joyeta ligger 292 meter över havet och antalet invånare är 147.
Terrängen runt Embarcadero Joyeta är varierad. Runt Embarcadero Joyeta är det ganska tätbefolkat, med 54 invånare per kvadratkilometer. Närmaste större samhälle är El Tortuguero 1ra. Sección, 1,4 km norr om Embarcadero Joyeta. Trakten runt Embarcadero Joyeta består till största delen av jordbruksmark.